# Phytomyza obscuritarsis
Phytomyza obscuritarsis este o specie de muște din genul Phytomyza, familia Agromyzidae, descrisă de Camillo Rondani în anul 1875.
Este endemică în Italia. Conform Catalogue of Life specia Phytomyza obscuritarsis nu are subspecii cunoscute.